# Rue du Faubourg Saint-Antoine
Die Rue du Faubourg Saint-Antoine (deutsch Straße der Vorstadt des heiligen Antonius) ist eine Straße in Paris. Sie sollte nicht mit der Rue Saint-Antoine verwechselt werden, die vom Zentrum zur Bastille führt.

## Lage
Die Straße bietet (und bot) wegen der Engstellen (17 bis 30 m) in Verbindung mit dem labyrinthischen Aspekt der angrenzenden Straßen eine gute Gelegenheit zur Errichtung von Barrikaden.
Sie grenzt an die Place de la Bastille und erstreckt sich von der Rue de Charenton und der Rue de la Roquette bis zur Place de la Nation. An der Kreuzung mit der Rue de Charonne und der Rue de Montreuil stehen Fontänen. Im Ostteil der Straße ist sie von Bäumen begrenzt.
Die Straße ist mit der Metro über die Stationen Bastille, Ledru-Rollin, Faidherbe – Chaligny und Nation zu erreichen.

## Namensursprung
Die Rue du Faubourg Saint–Antoine verdankt ihren Namen der Tatsache, dass sie den außerhalb der Stadtmauer von Karl V. (französisch Enceinte de Charles V) liegenden Vorort dieses Namens mit der Abtei Saint-Antoine-des-Champs (zerstört im 18. Jahrhundert) verband.

## Geschichte

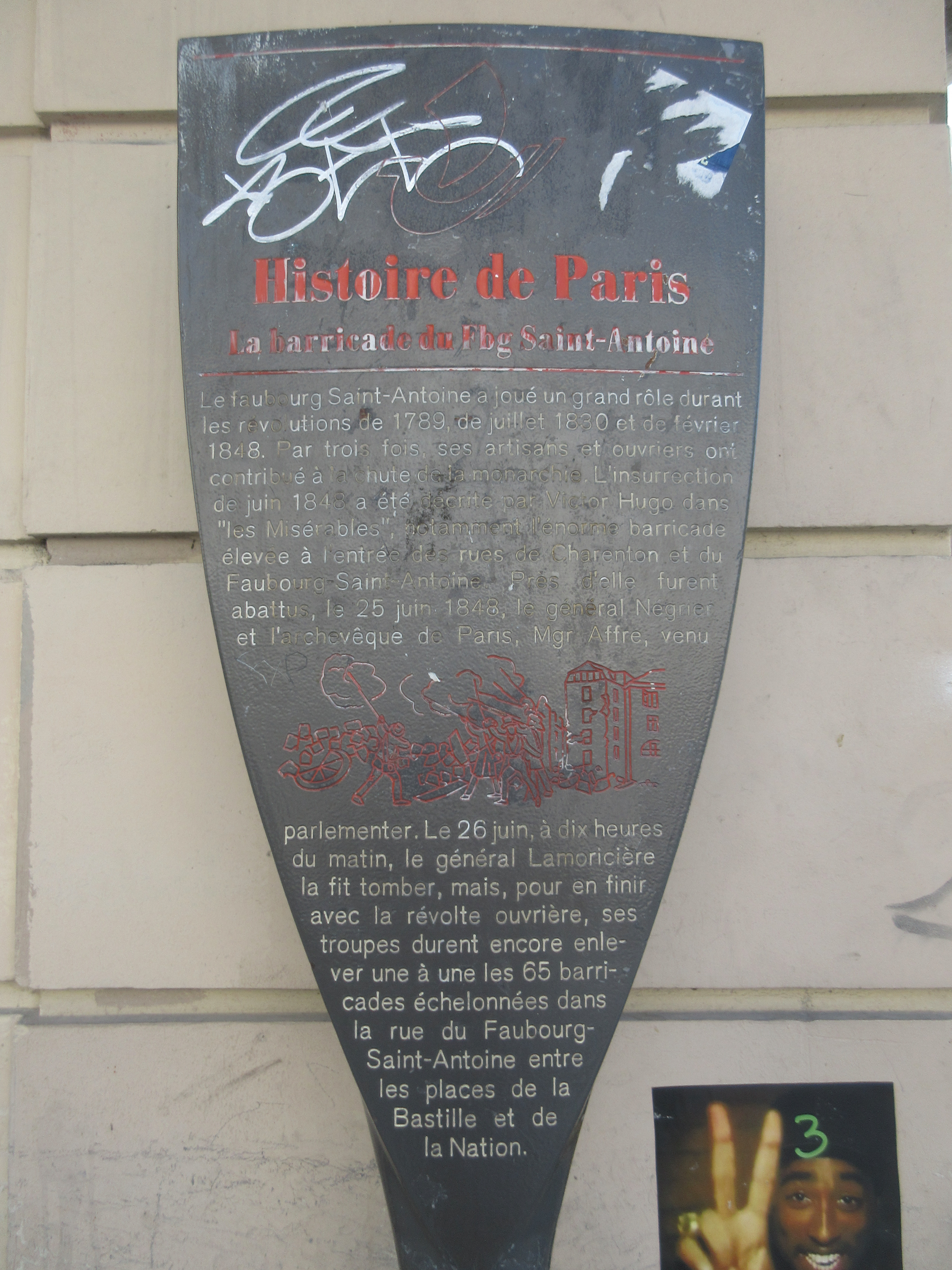

Die Rue du Faubourg Saint-Antoine ist eine der ältesten Straßen in Paris, befand sich allerdings lange außerhalb der Pariser Stadtmauern, was bereits der Name aussagt; denn Faubourg bedeutet Vorstadt. Dennoch hatte die Straße schon immer eine exponierte Lage, weil sie auf dem Weg vom Pariser Stadtzentrum in Richtung Osten durchfahren werden musste, um nach Vincennes und seinem Schloss zu gelangen.
Der Vorort Saint-Antoine wuchs im Mittelalter um das Kloster Saint-Antoine-des-Champs, das gegen Ende des 12. Jahrhunderts errichtet wurde.
Das eigentliche Wachstum der Vorstadt Saint-Antoine begann im 15. Jahrhundert, als auf besondere Anweisung des Königs alle hier lebenden Handwerker Steuerbefreiung erlangten. Dieses besondere Privileg sowie die geografische Nähe zur Seine, über die zu jener Zeit alle Holztransporte nach Paris gelangten, machten die Rue du Faubourg Saint-Antoine zur Pariser Hauptstraße der Holz- und Möbelhandwerker, die sich in den Hinterhöfen und anliegenden Gassen niederließen.
Durch die hier ansässigen Möbelbauer erlangte die Straße eine überregionale Bekanntheit und so hat die berühmte École Boulle, prägend für die französische Möbelbaukunst, beinahe folgerichtig in dieser Straße ihren Sitz. Wenn auch viele der Werkstätten inzwischen verschwunden sind, ist der Möbelbau doch immer noch präsent, allerdings überwiegend durch Läden und Showrooms.

## Sehenswürdigkeiten

### Ungerade Hausnummern
Die nördliche Seite der Straße mit den ungeraden Hausnummern gehört zum 11. Arrondissement.
- Nr. 31–39: Eine Gesamtheit von fünf Gebäuden, die 1996 zum Monument historique erklärt wurden.[3]
- Nr. 45–57: Innenhöfe: Cour Saint-Louis, Cour du Nom-de-Jésus, Cour Viguès,
- Nr. 71–95: Innenhöfe: Cour des Shadoks, Cour de l'Étoile-d'Or, Cour des Trois-Frères, Cour de la Maison-Brûlée, Cour de l'Ours
- Nr. 157: Erste Volkshochschule Frankreichs
- vor Nr. 211–213: Fontaine de la Petite-Halle (auch Fontaine de Montreuil genannt)

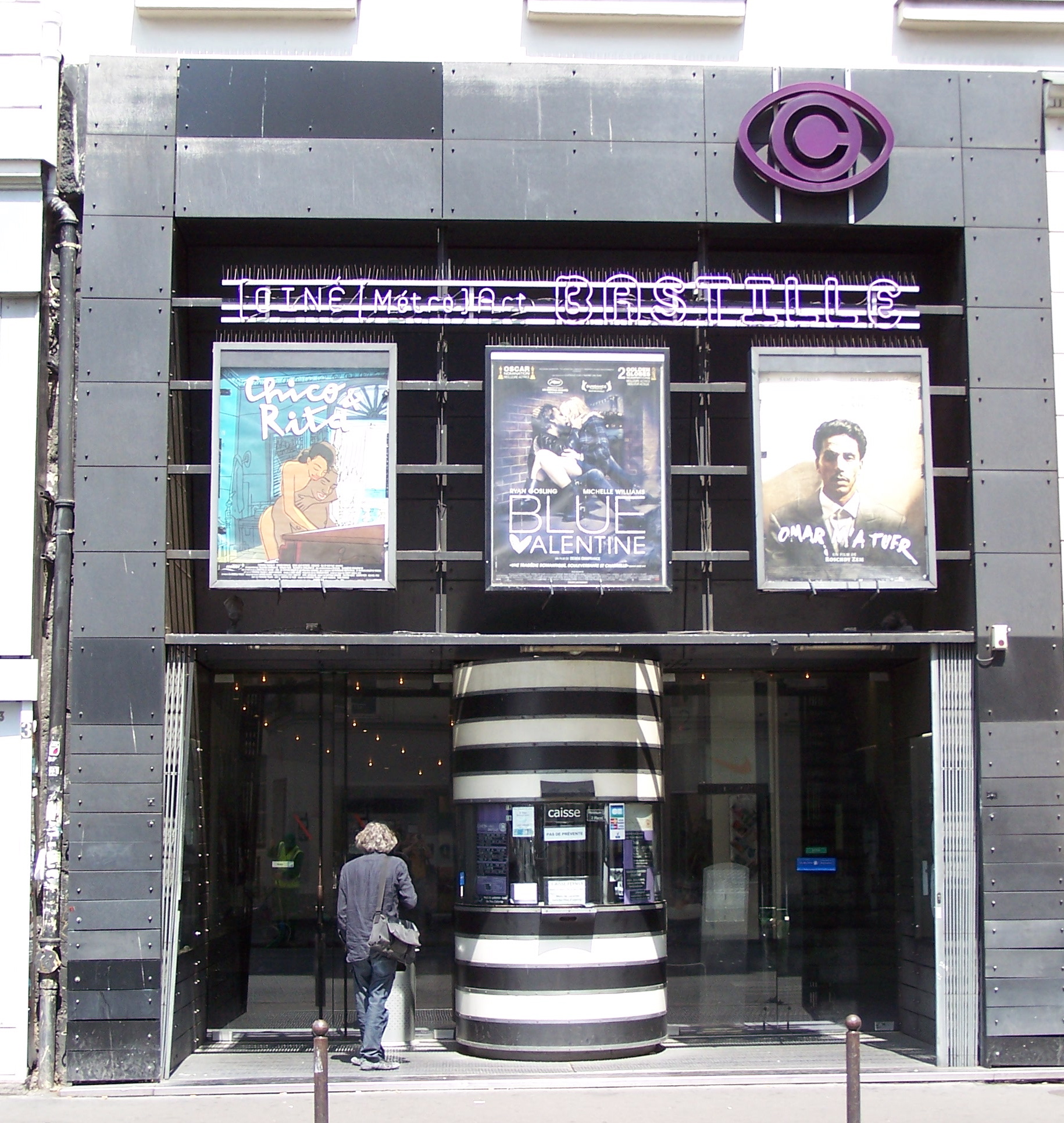
Kino La Bastille (Nr. 5)
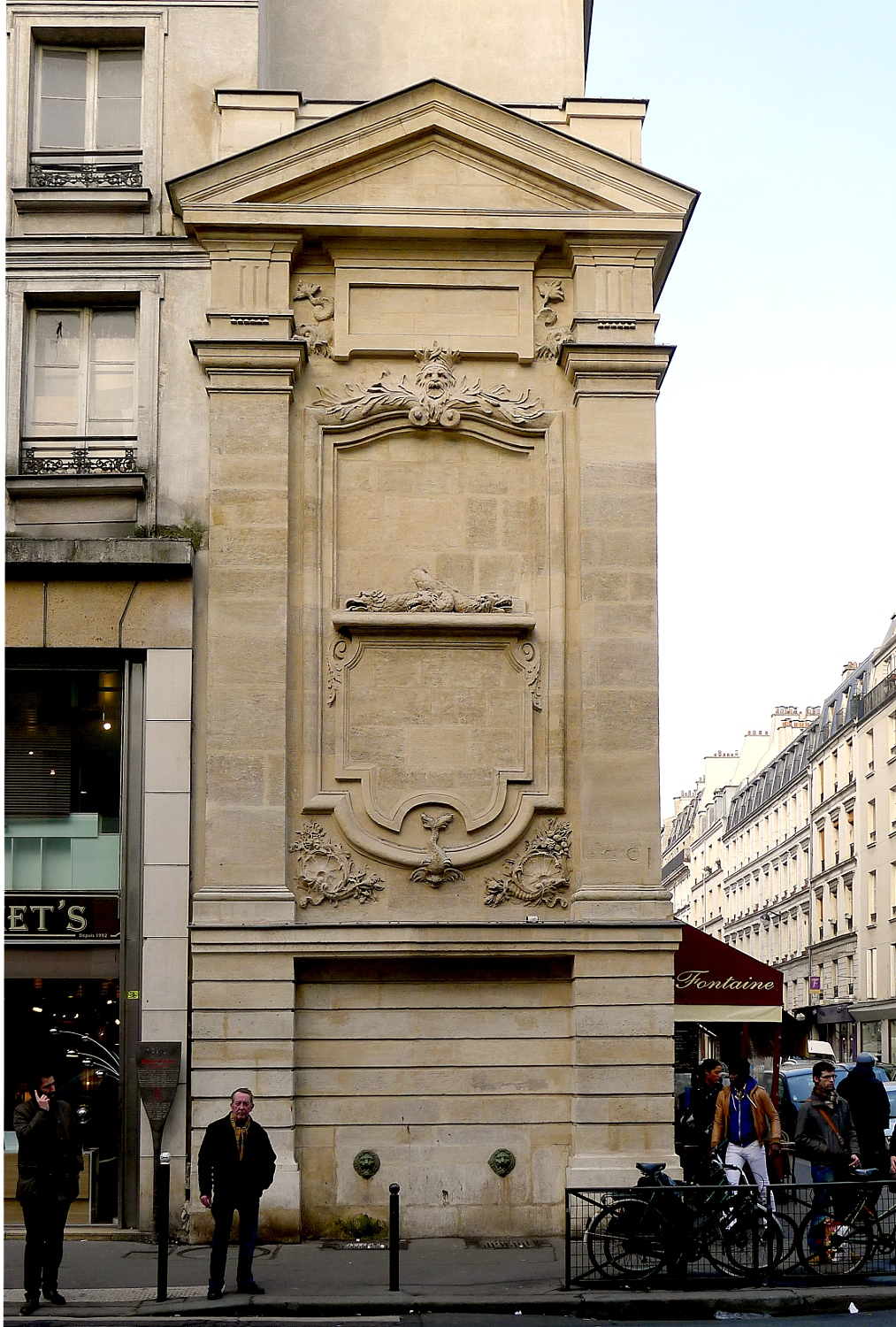
Fontaine Trogneux ou de Charonne, (Nr. 61), Jean Beausire (1719)
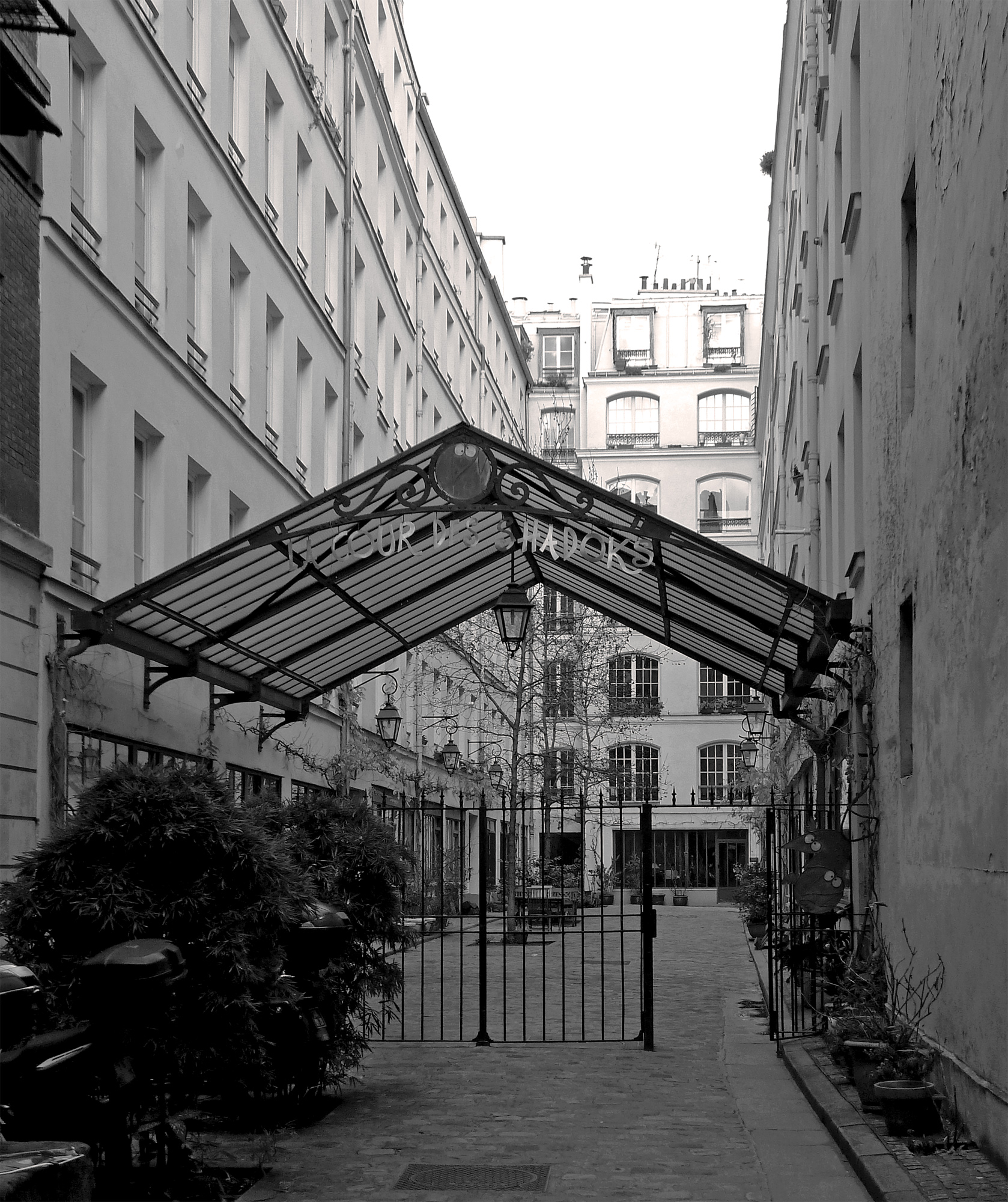
Cour des Shadoks (Nr. 71)
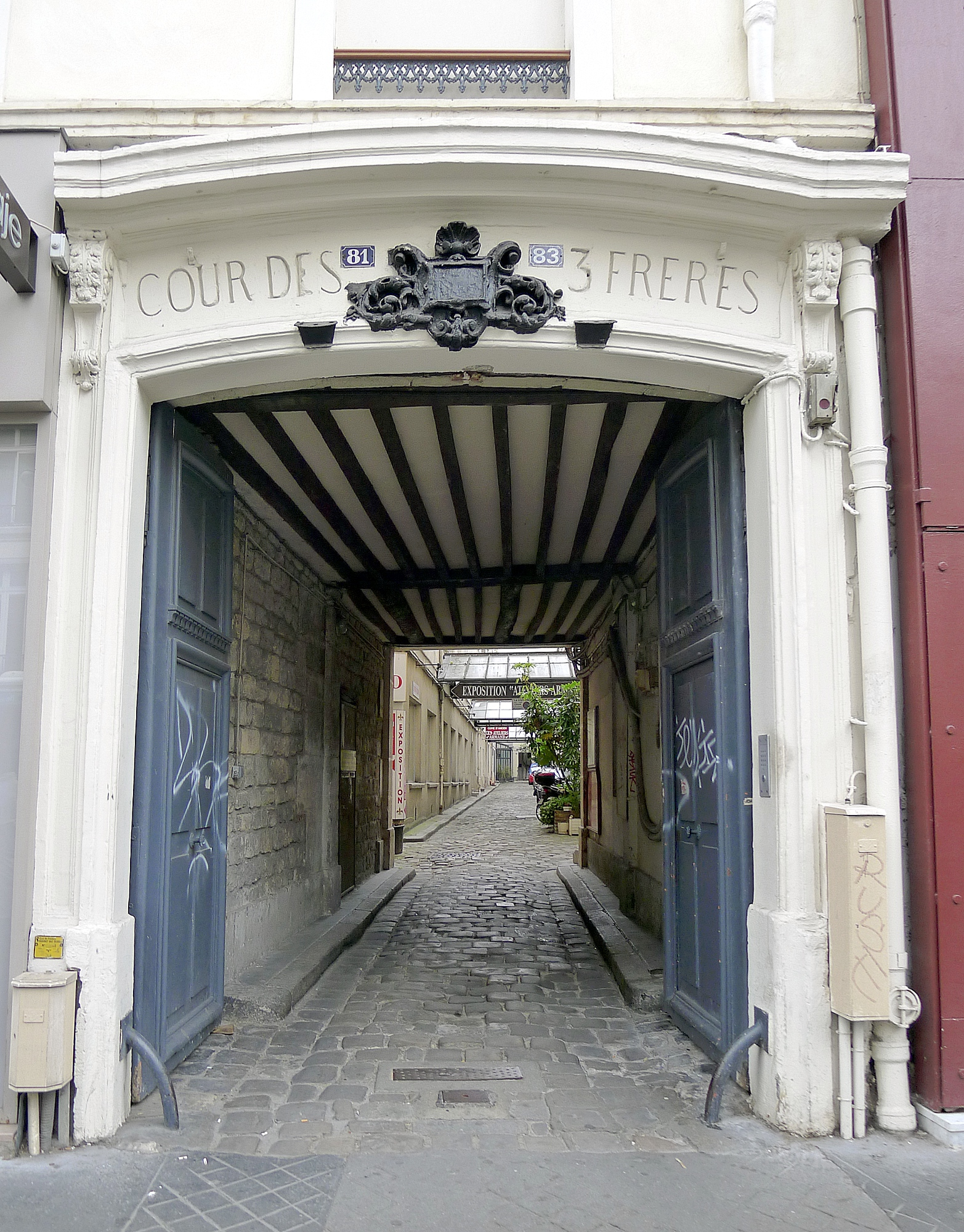
Eingang zum Cour des Trois-Frères (Nr. 81–83)
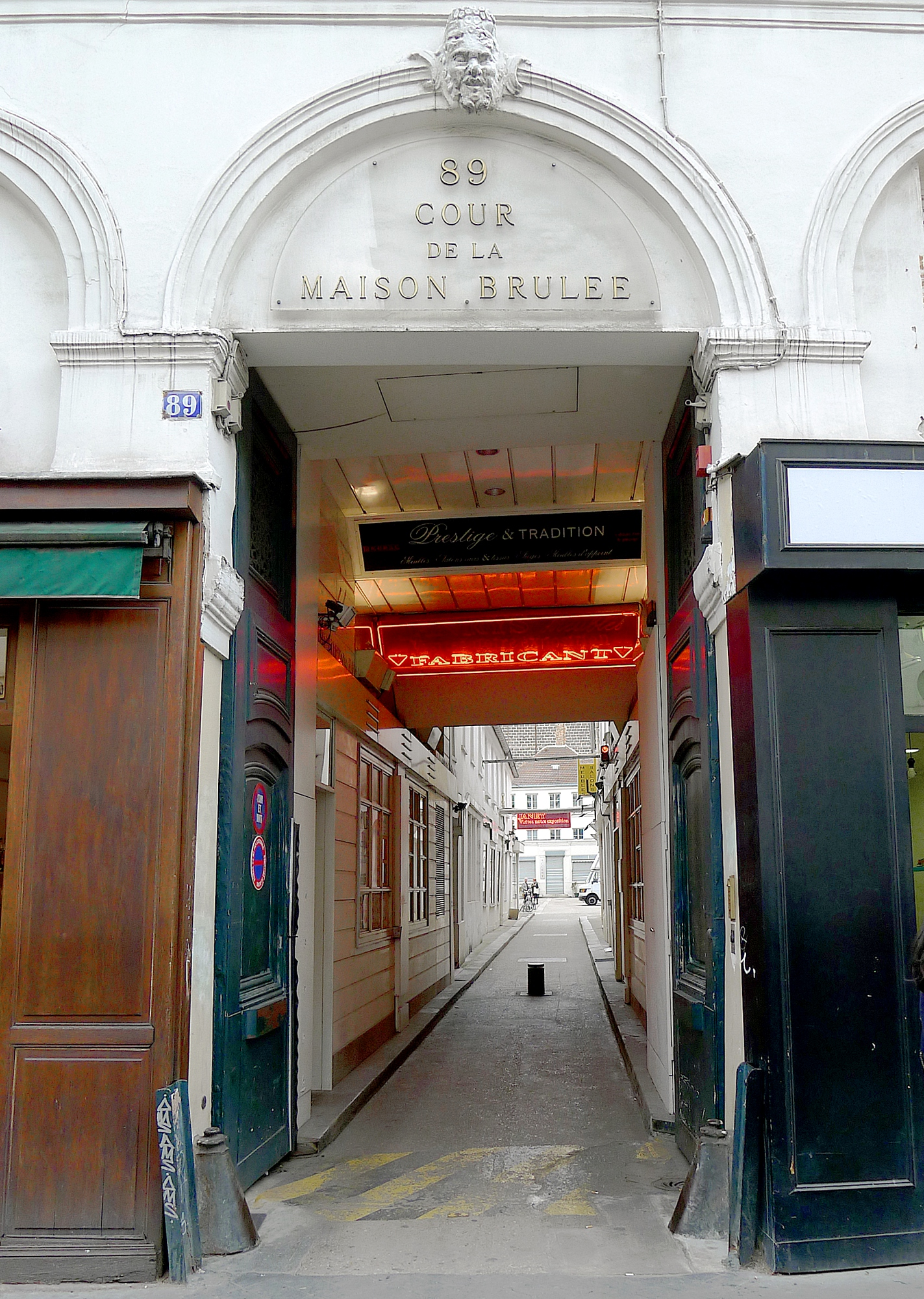
Eingang zum Cour de la Maison-Brûlée (Nr. 89)
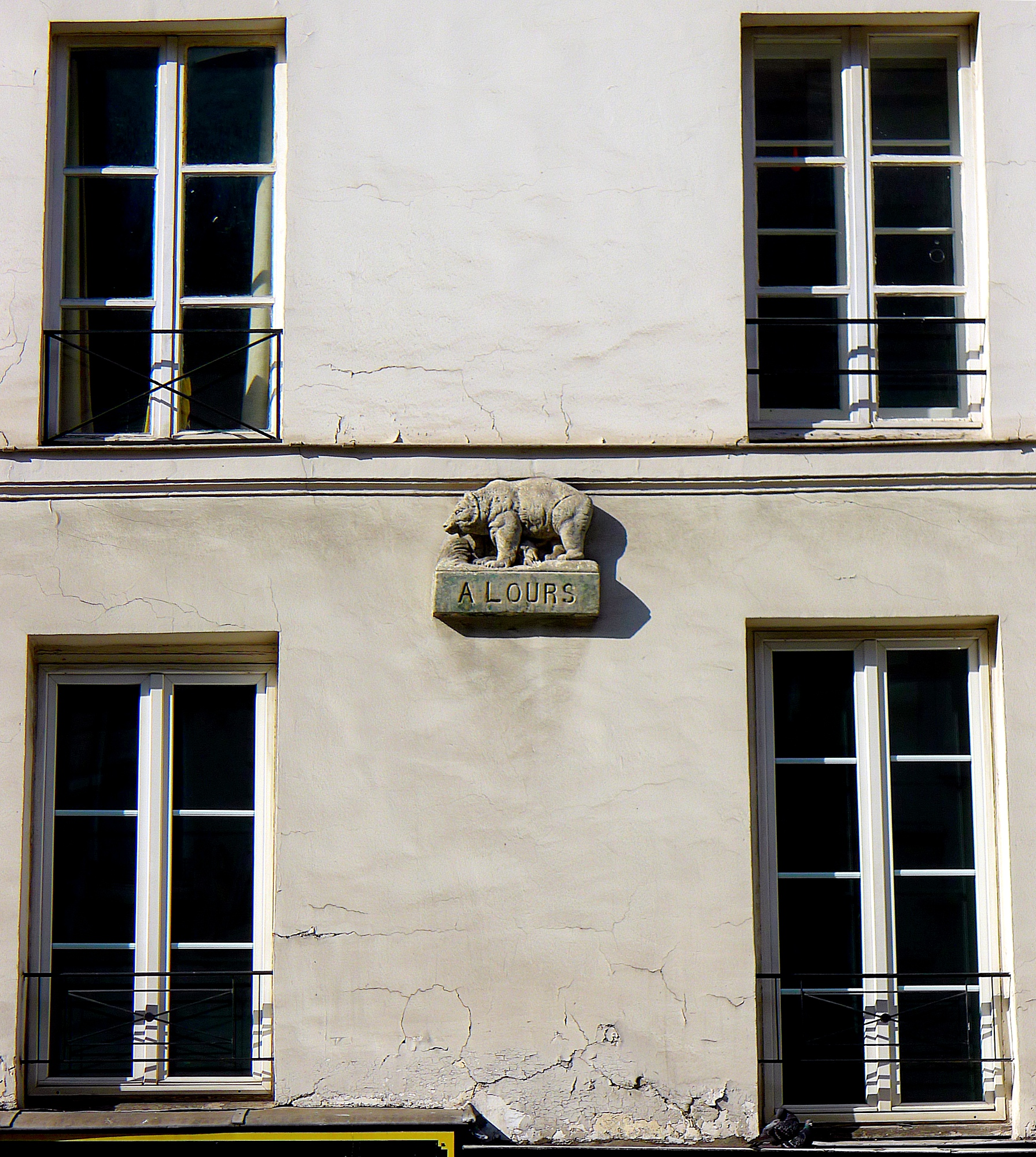
Der Bär über dem Eingang zum Cour de l'Ours (Nr. 95)
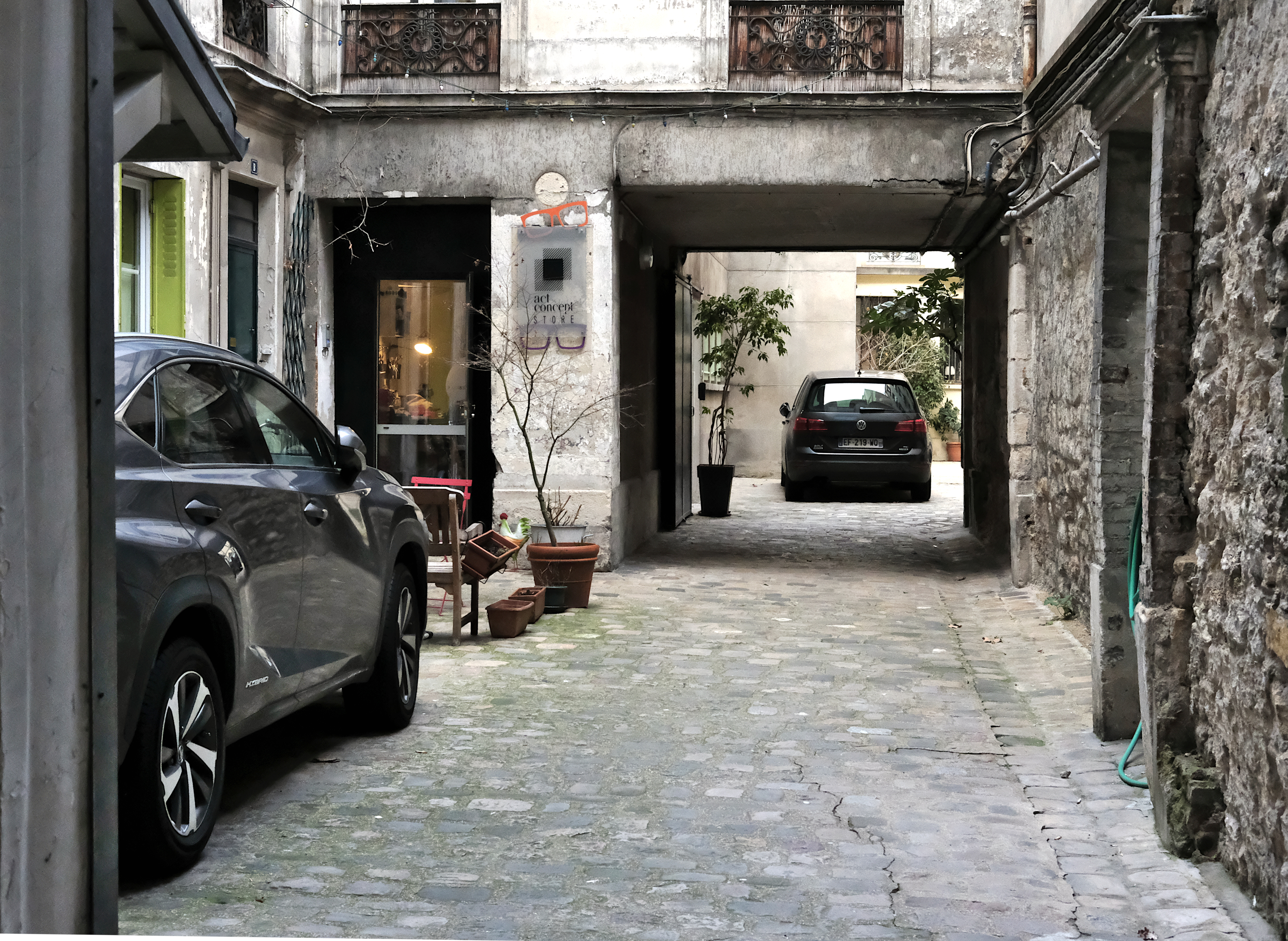
Innenhof von Nr. 123
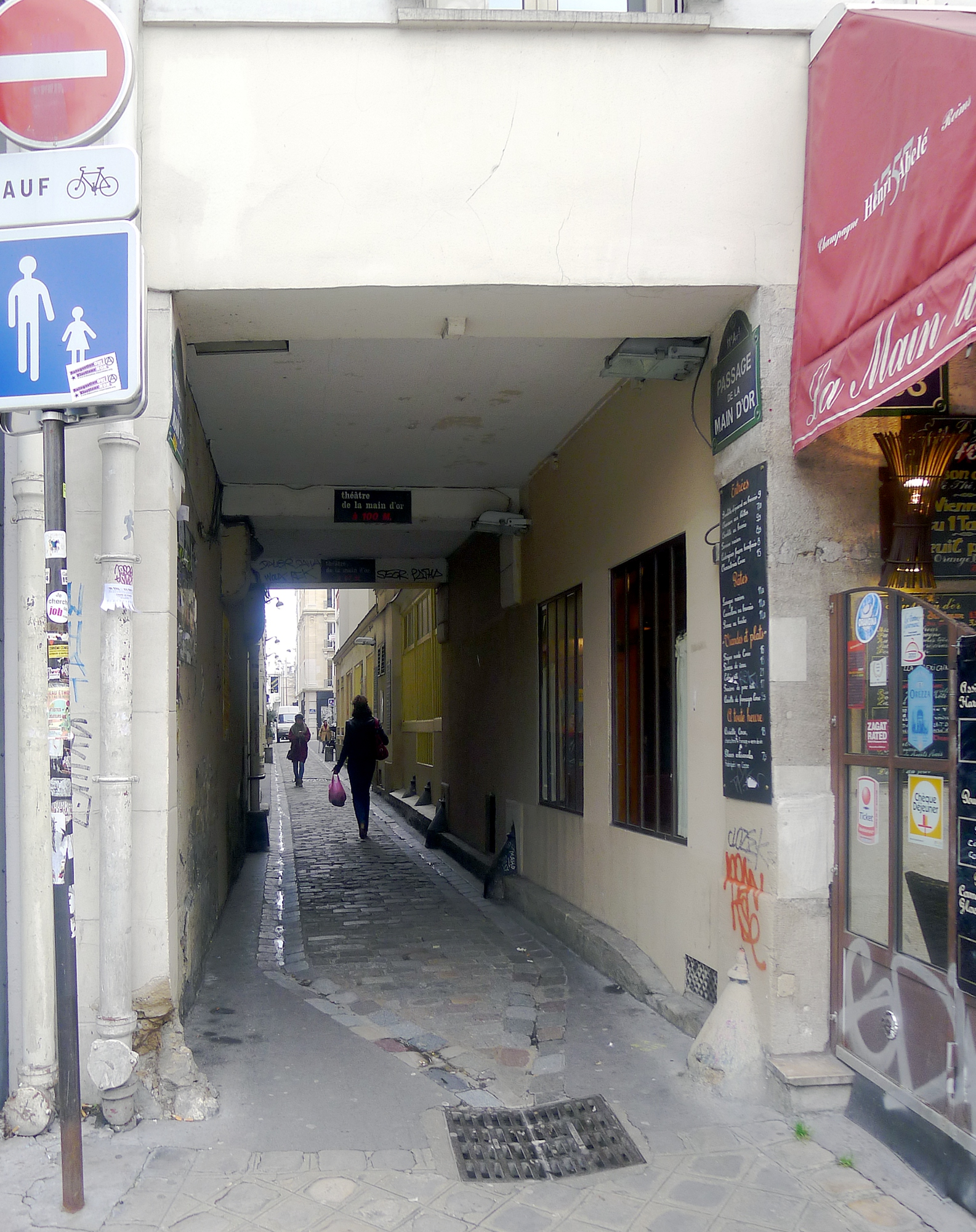
Eingang zur Passage de la Main-d'Or (Nr. 133)
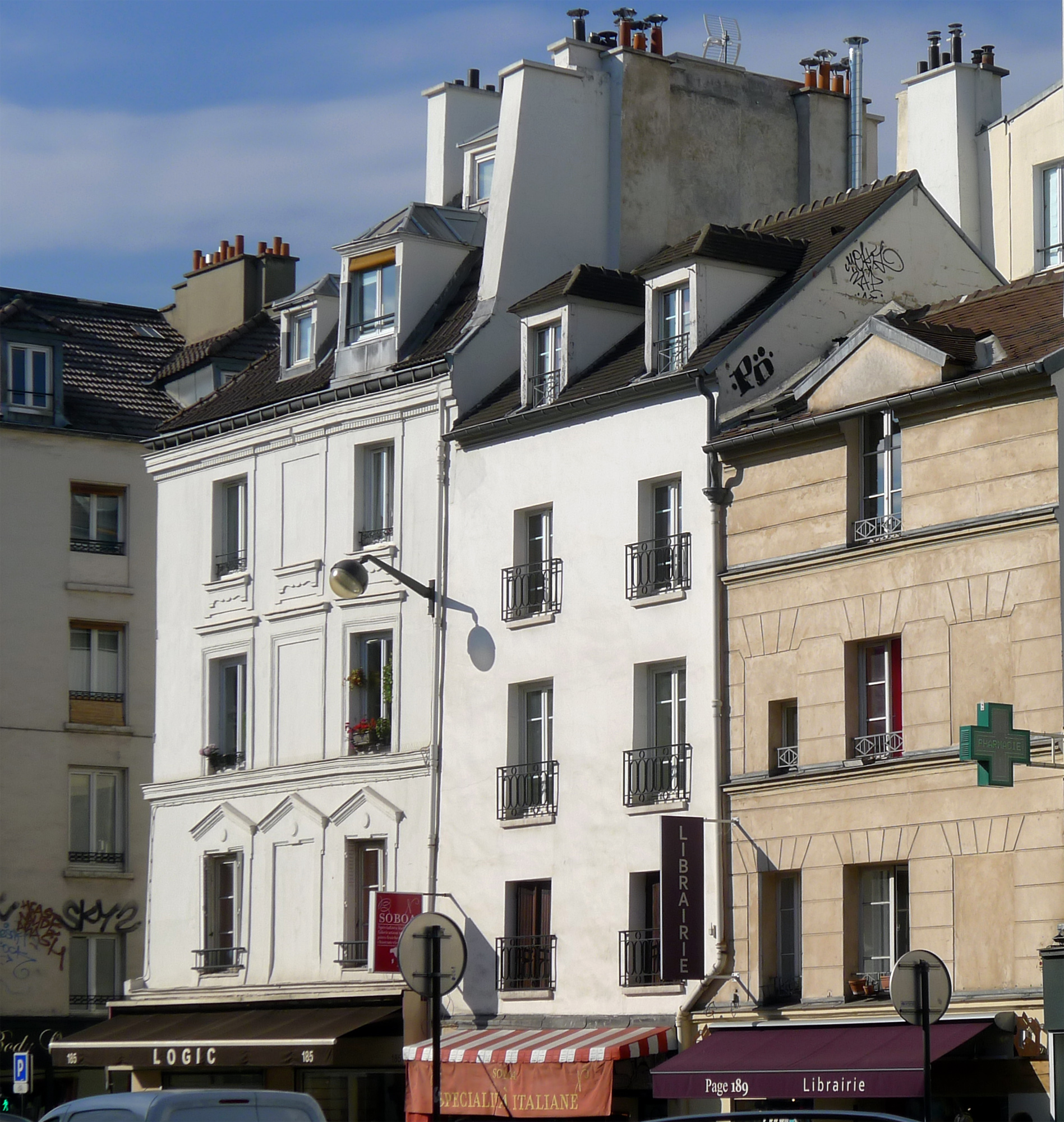
Giebelhäuser (Nr. 185, 187 und 189)
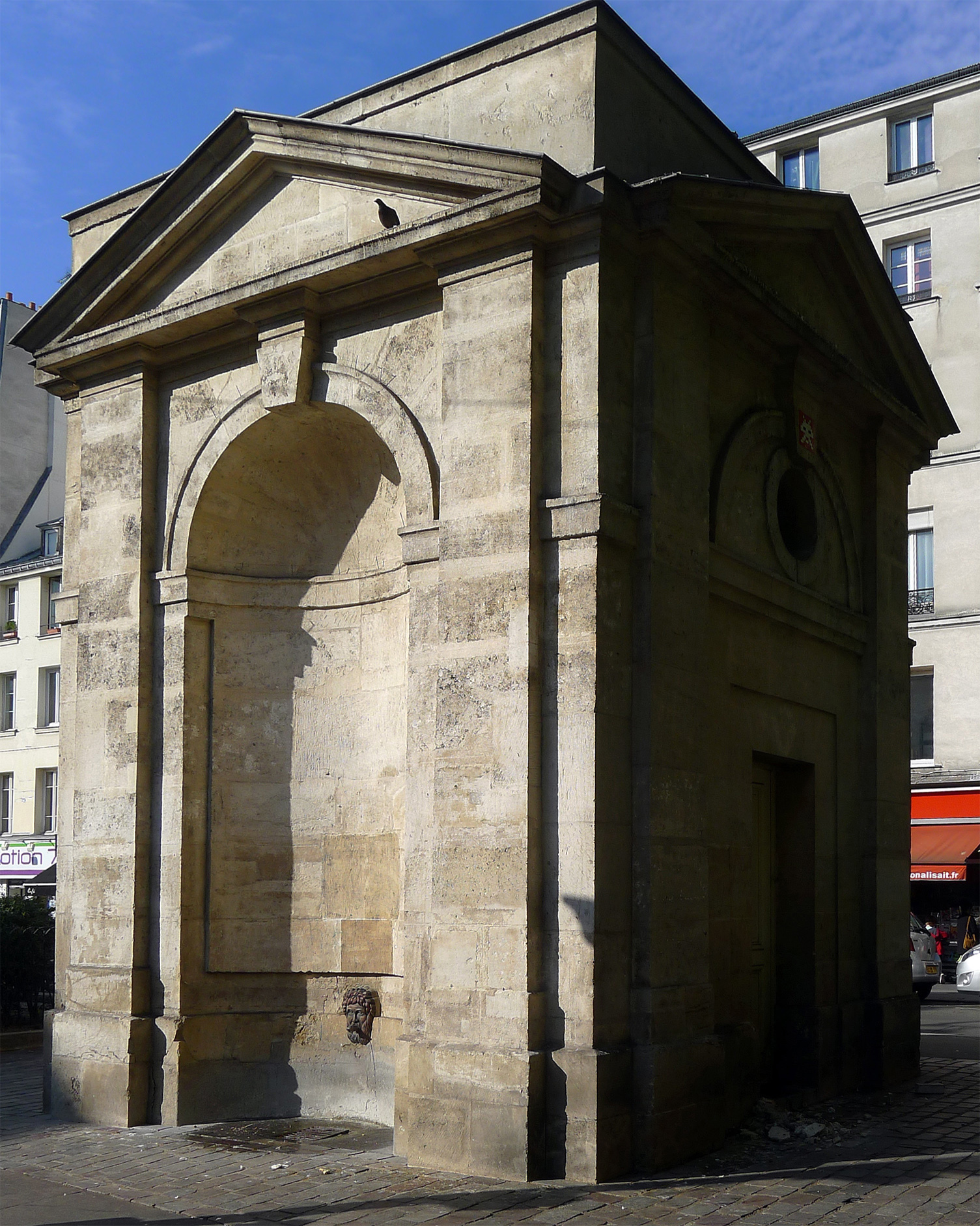
Fontaine de Montreuil, auch Fontaine de la Petite-Halle genannt (Nr. 211–213)

### Gerade Hausnummern
Die südliche Seite der Straße mit den geraden Hausnummern gehört zum 12. Arrondissement.
- Nr. 56: Cour du Bel-Air
- Nr. 66: Passage du Chantier
- Nr. 74: Cour des Bourguignons. Dieser riesige und beeindruckende Industriehof wurde 1880 und 1885 als Sägewerk von Herrn Holland gebaut. Es wird von einem hohen Ziegelschornstein dominiert und ist von symmetrisch angeordneten Gebäuden gesäumt mit (denkmalgeschütztem) verglastem Metallvordach. Seit 2009 hat die Region Île-de-France ein Designzentrum hier eingerichtet (französisch centre ressource du design francilien).
- Nr. 84: Geburtshaus des Bildhauers Pierre-Jules Mêne (1810–1879)[4]
- Nr. 112: Square Armand-Trousseau, ein Platz mit Musikpavillon und Grünanlage
- Nr. 182/186: Place du Docteur-Antoine-Béclère, Eingang zum Hôpital Saint-Antoine
- Nr. 210: Centre de formation des journalistes (CFJ)
- Nr. 254: Internat des bekannten Knabenchors Les Petits Chanteurs à la Croix de Bois
- Nr. 262: Fondation Eugène-Napoléon und Jardin de la Fondation Eugène-Napoléon, eine Stiftung von Eugénie de Montijo mit anschließendem Garten, die noch heute betrieben wird und in dem ein berufliches Gymnasium (französisch Lycée professionel), eine Grundschule (französisch école primaire), ein Kindergarten (französisch école maternelle) und ein Schülerwohnheim untergebracht sind.

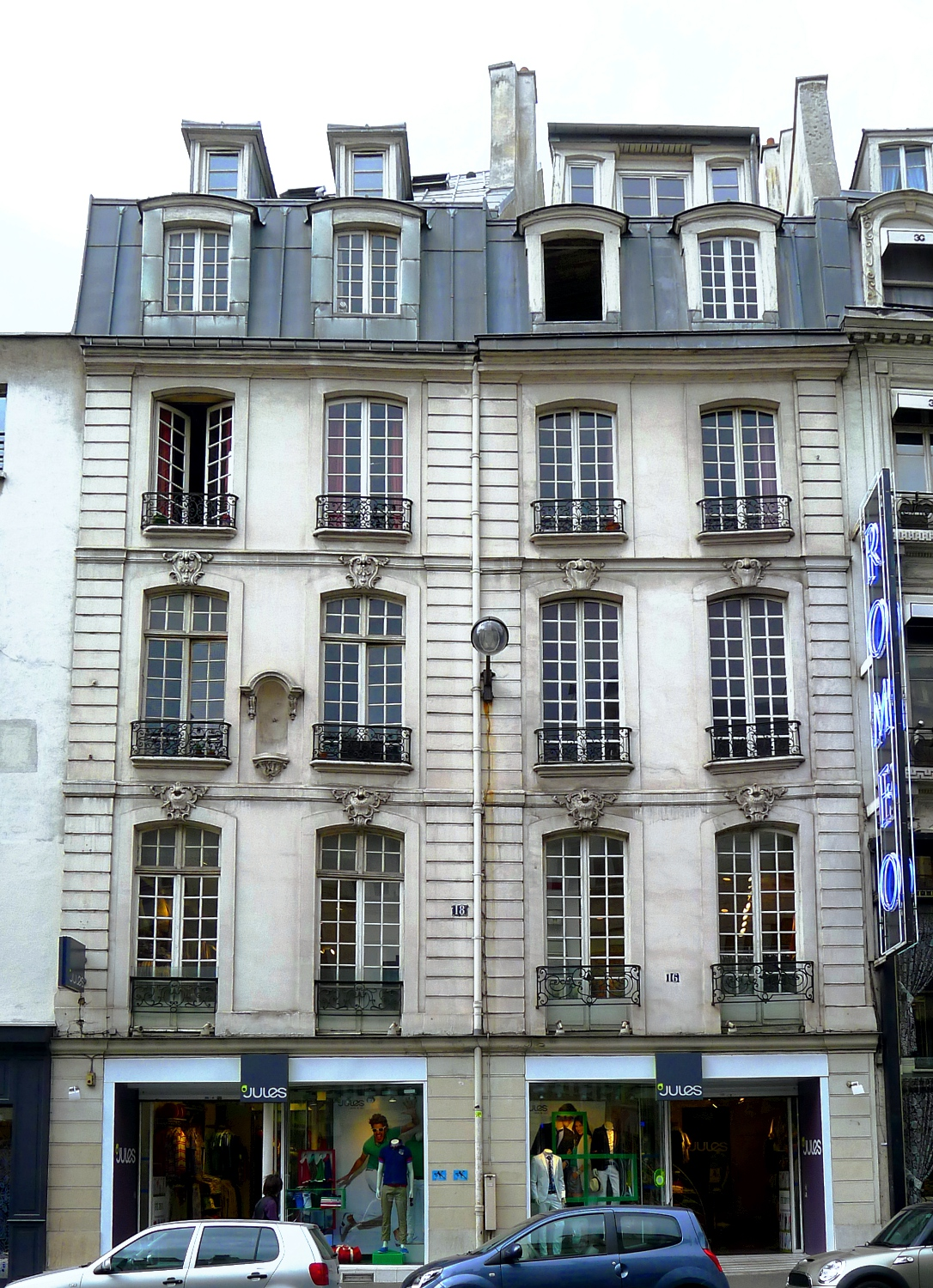
Nr. 18
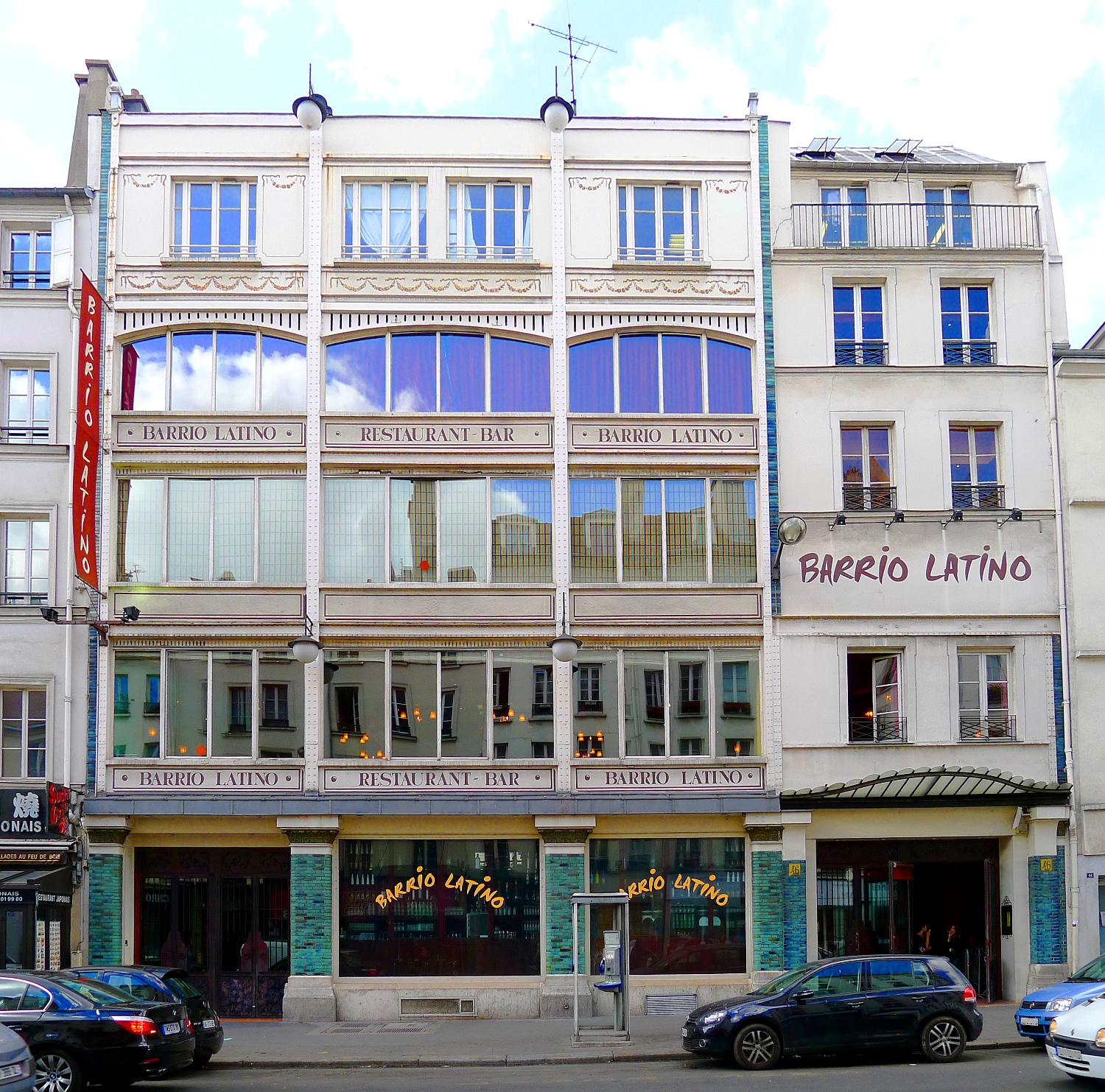
Nr. 46–48
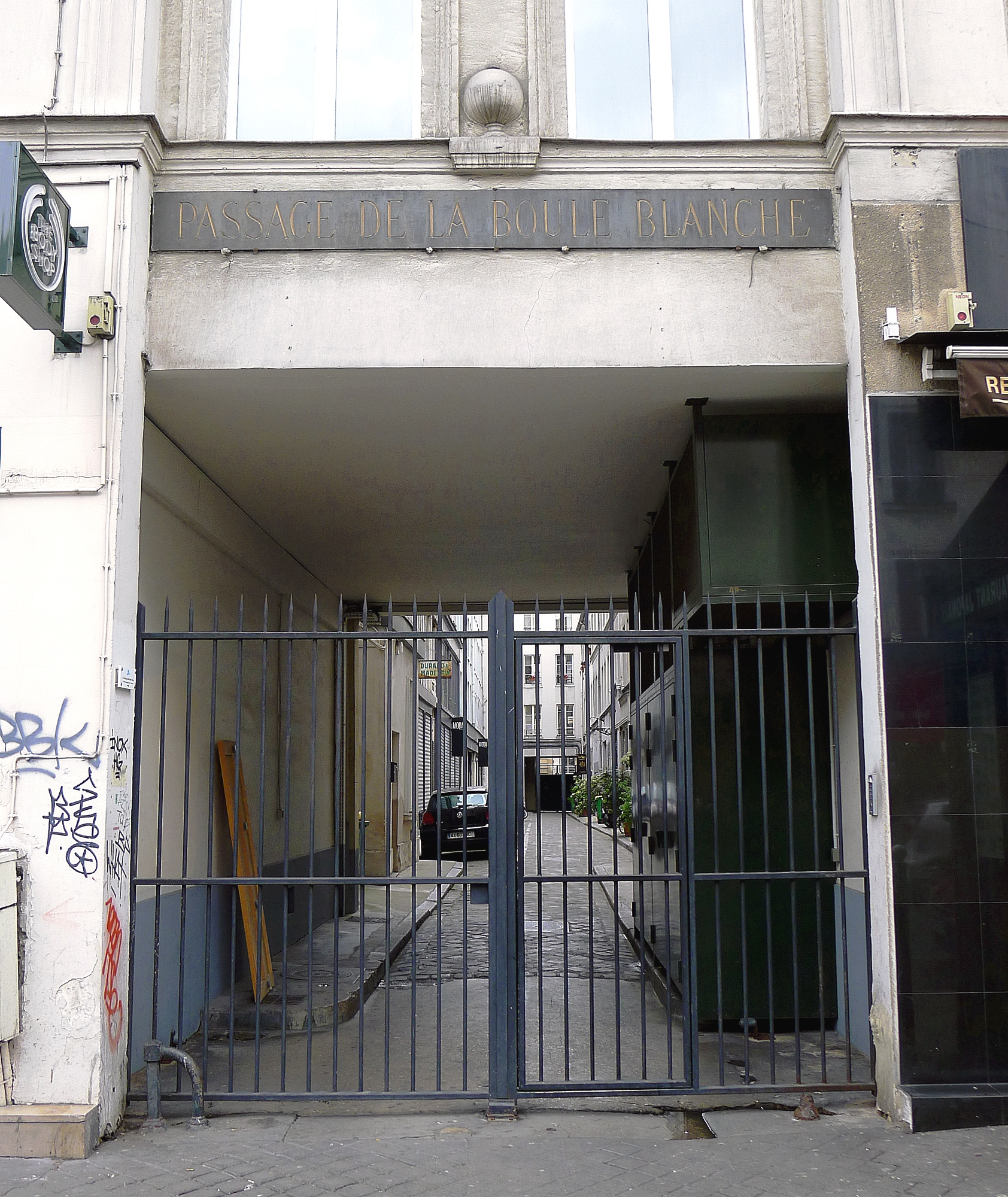
Eingang zur Passage de la Boule-Blanche, Nr.: 50
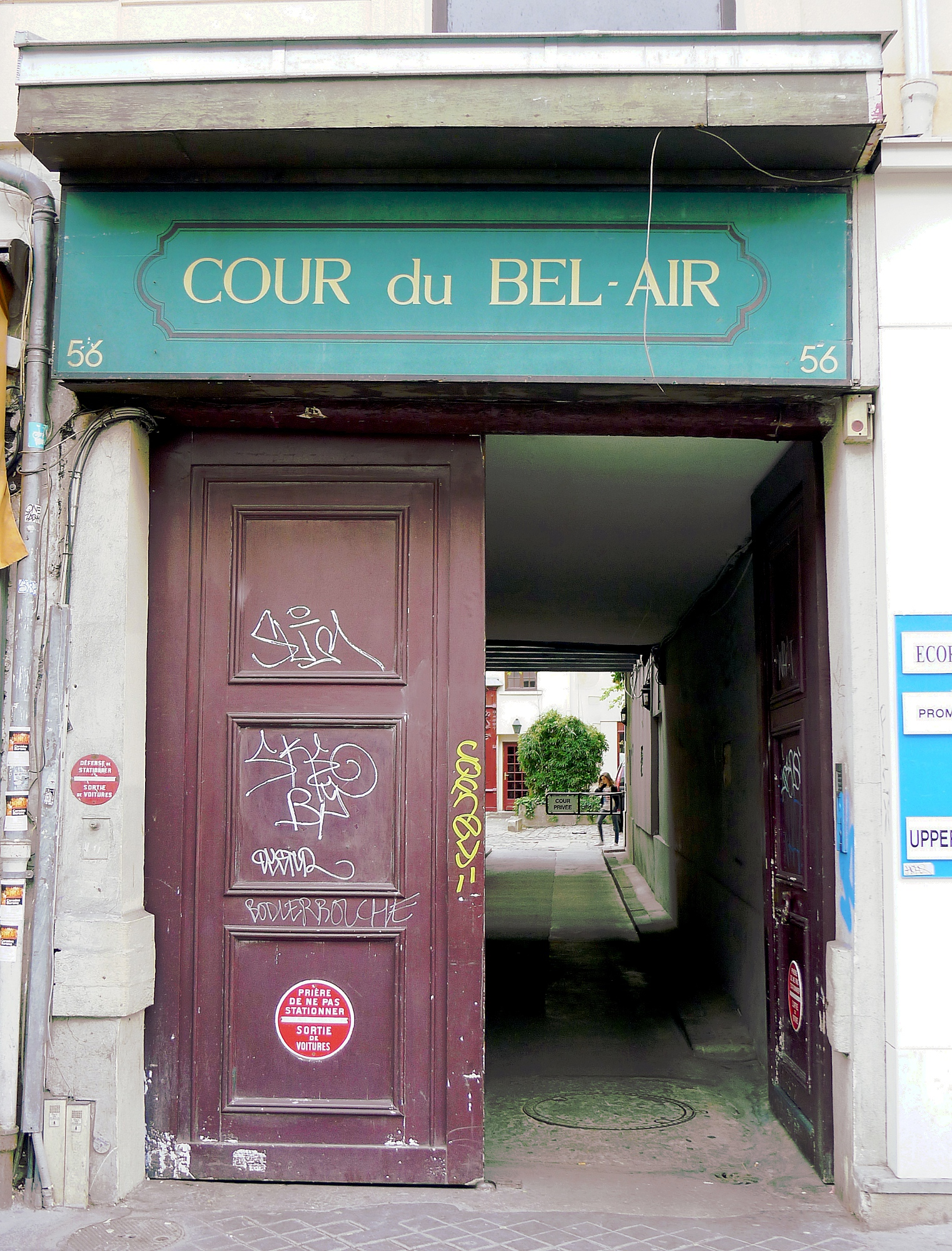
Eingang zum Cour du Bel-Air, Nr.: 56
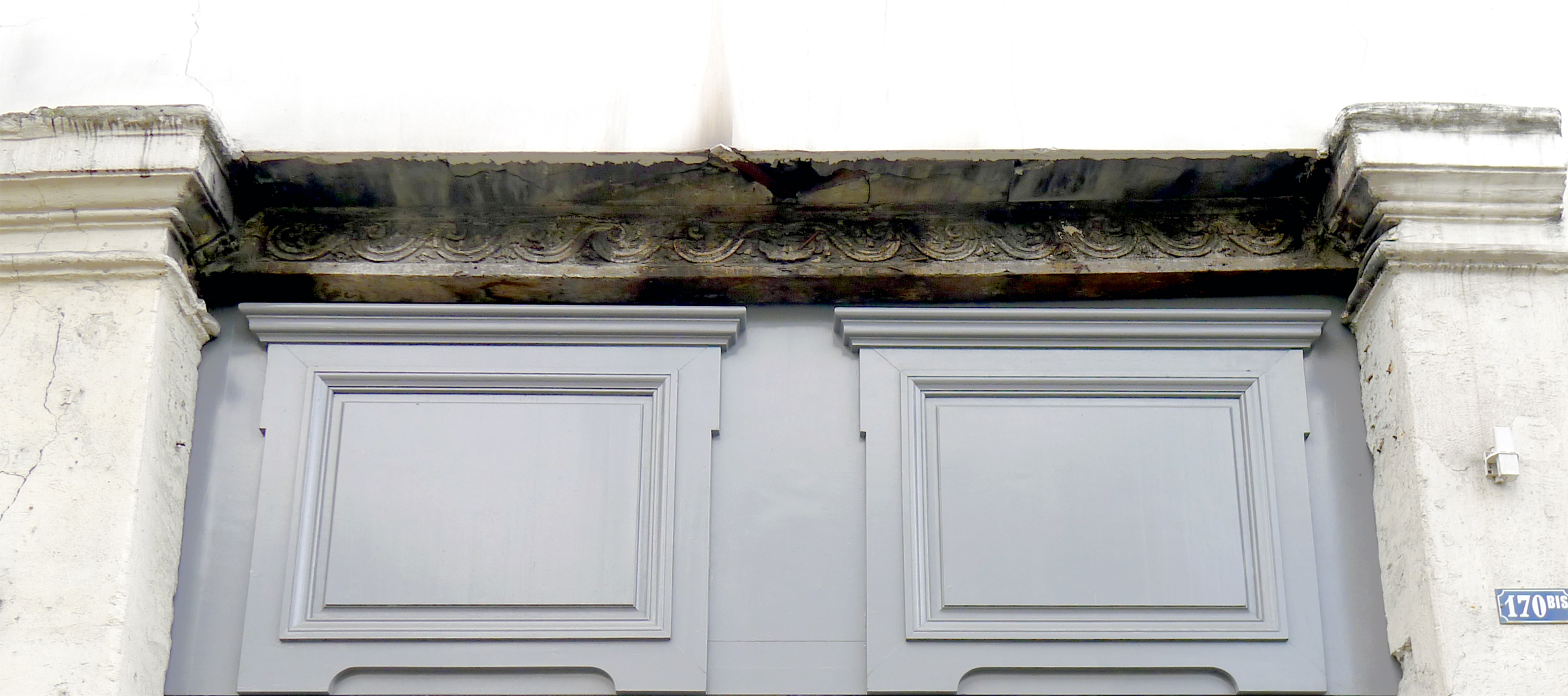
Gebäude Nr. 170bis: ehemalige Pförtnerloge zur Abbaye Saint-Antoine
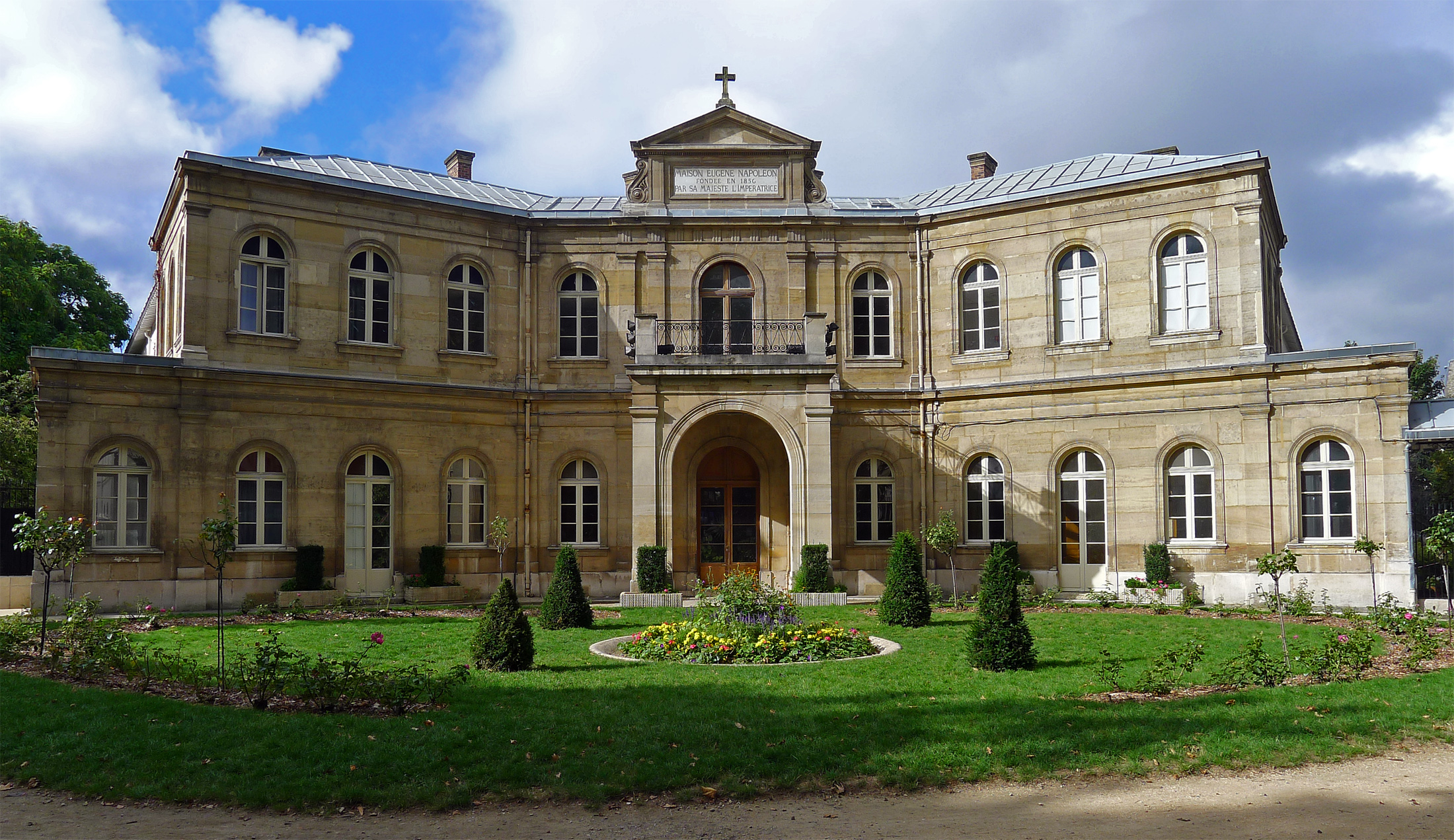
Fondation Eugène-Napoléon